# سیارک ۱۱۵۹۸
سیارک ۱۱۵۹۸ (به انگلیسی: 11598 Kubik، نامگذاری:1995OJ) یازده هزار و پانصد و نود و هشتمین سیارک کشف شده‌است که در ۲۲ ژوئیه ۱۹۹۵ کشف شد.
قدر مطلق سیارک برابر ۱۵٫۱۰ است.